# Edwin Guest
Edwin Guest (10 septembre 1800 - 23 novembre 1880) est un antiquaire britannique.

## Biographie
Il fait ses études à la King Edward's School de Birmingham et au Caius College de Cambridge, où il obtient son diplôme de onzième wrangler, devenant par la suite membre de son université. Admis au barreau en 1828, il se consacre, après quelques années de pratique du droit, aux recherches antiquaires et littéraires .
En 1838, il publie son Histoire exhaustive des rythmes anglais en deux volumes . Il écrit également un très grand nombre d'articles sur l'histoire romano-britannique, qui, avec une masse de matériel frais pour une histoire de la Grande-Bretagne primitive, sont publiés à titre posthume sous la direction du Dr Stubbs sous le titre Origines Celticae (1883). Guest joue un rôle déterminant dans la fondation de la deuxième incarnation de la Philological Society of London en 1842 . En 1852, Guest est élu maître du Caius College, devenant LL. D. l'année suivante, et en 1854-1855, il est vice-chancelier de l'Université de Cambridge. Guest est membre de la Royal Society et membre honoraire de la Society of Antiquaries of London .